# Jalirpār
Jalirpār är en ort i Bangladesh. Den ligger i den centrala delen av landet, 90 km söder om huvudstaden Dhaka. Jalirpār ligger 9 meter över havet och antalet invånare är 2 300.
Terrängen runt Jalirpār är mycket platt. Närmaste större samhälle är Gaurnadi, 11,2 km öster om Jalirpār. 
Trakten runt Jalirpār består till största delen av jordbruksmark. Runt Jalirpār är det mycket tätbefolkat, med 1 056 invånare per kvadratkilometer.